# 石橋和

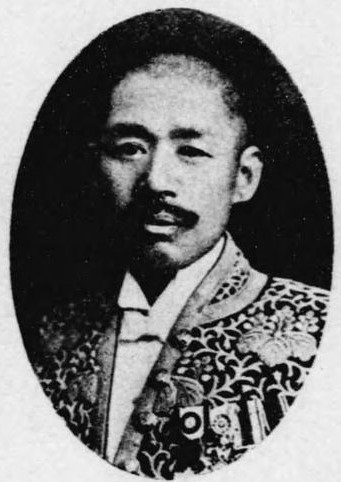
石橋和

石橋 和（いしばし やわら、1873年（明治6年）6月3日 - 没年不詳）は、日本の内務・警察官僚。官選県知事。

## 経歴
福岡県出身。石橋伊三郎の三男として生まれる。第一高等学校を卒業。1899年、東京帝国大学法科大学を卒業。同年11月、文官高等試験行政科試験に合格。内務省に入省し土木局属となる。
以後、滋賀県参事官、岩手県参事官、埼玉県警部長、埼玉県事務官・第四部長、愛知県事務官・警察部長、福島県事務官・内務部長、岐阜県内務部長、大阪府警察部長、東京府内務部長などを歴任した。
1915年1月8日、佐賀県知事に就任。1917年1月17日、岐阜県知事に転任。美濃九郡の米生産検査制度を実施し、大井川の水利権問題の解決などを行う。同年4月の第13回衆議院議員総選挙で岐阜県における与党政友会が振るわず、同年12月17日に知事を休職となる。1918年10月29日に依願免本官となり退官した。

## 栄典
- 1915年（大正4年）3月1日 - 正五位[8]

## 親族
- 妻 石橋シゲ（男爵・肝付兼行の長女）[1]